# Diocesi di Villarrica del Espíritu Santo
La diocesi di Villarrica del Espíritu Santo (in latino Dioecesis Villaricensis Spiritus Sancti) è una sede della Chiesa cattolica in Paraguay suffraganea dell'arcidiocesi di Asunción. Nel 2025 contava 198.360 battezzati su 225.410 abitanti. È retta dal vescovo Miguel Ángel Cabello Almada.

## Territorio
La diocesi comprende il dipartimento di Guairá in Paraguay.
Sede vescovile è la città di Villarrica del Espíritu Santo, dove si trova la cattedrale dello Spirito Santo.
Il territorio si estende su 3.946 km² ed è suddiviso in 25 parrocchie.

## Storia
La diocesi di Villarrica fu eretta il 1º maggio 1929 con la bolla Universi Dominici di papa Pio XI, ricavandone il territorio dalla diocesi del Paraguay, che contestualmente fu elevata al rango di arcidiocesi metropolitana e assunse il nome di arcidiocesi di Asunción.
Successivamente cedette a più riprese porzioni del suo territorio a vantaggio dell'erezione di nuove circoscrizioni ecclesiastiche, e precisamente:
- la diocesi di San Juan Bautista de las Misiones il 19 gennaio 1957;
- la prelatura territoriale di Encarnación e dell'Alto Paraná (oggi diocesi di Encarnación) il 21 gennaio 1957;
- la prelatura territoriale di Coronel Oviedo (oggi diocesi) il 10 settembre 1961;
- la diocesi di Carapeguá il 5 giugno 1978.

Il 13 gennaio 1990 ha assunto il nome attuale per effetto del decreto Apostolicis della Congregazione per i vescovi.
Il 22 marzo 2025 ha ceduto una porzione del suo territorio aa vantaggio dell'erezione della diocesi di Caazapá.

## Cronotassi dei vescovi
Si omettono i periodi di sede vacante non superiori ai 2 anni o non storicamente accertati.
- Bartolomé Adorno † (30 aprile 1931 - settembre 1931 dimesso) (vescovo eletto)

- Augustin Rodríguez † (19 ottobre 1931 - 7 dicembre 1965 nominato ordinario militare del Paraguay[3])
- Felipe Santiago Benítez Ávalos † (4 dicembre 1965 - 20 maggio 1989 nominato arcivescovo di Asunción)
- Sebelio Peralta Álvarez † (19 aprile 1990 - 27 dicembre 2008 nominato vescovo di San Lorenzo)
- Ricardo Jorge Valenzuela Ríos (25 giugno 2010 - 29 giugno 2017 nominato vescovo di Caacupé)
- Adalberto Martínez Flores (23 giugno 2018 - 17 febbraio 2022 nominato arcivescovo di Asunción)
  - Sede vacante (2022-2024)
- Miguel Ángel Cabello Almada, dal 5 dicembre 2024

## Statistiche
La diocesi nel 2025 su una popolazione di 225.410 persone contava 198.360 battezzati, corrispondenti all'88,0% del totale.
| anno | popolazione | popolazione | popolazione | presbiteri | presbiteri | presbiteri | presbiteri                | diaconi | religiosi | religiosi | parrocchie |
| anno | battezzati  | totale      | %           | numero     | secolari   | regolari   | battezzati per presbitero | diaconi | uomini    | donne     | parrocchie |
| ---- | ----------- | ----------- | ----------- | ---------- | ---------- | ---------- | ------------------------- | ------- | --------- | --------- | ---------- |
| 1950 | 600.000     | 620.000     | 96,8        | 51         | 31         | 20         | 11.764                    |         | 12        | 37        | 104        |
| 1966 | 379.000     | 380.000     | 99,7        | 72         | 54         | 18         | 5.263                     |         | 18        | 54        | 34         |
| 1970 | ?           | 420.000     | ?           | 68         | 51         | 17         | ?                         |         | 21        | 65        | 36         |
| 1976 | 373.920     | 393.625     | 95,0        | 57         | 40         | 17         | 6.560                     |         | 17        | 38        | 41         |
| 1980 | 244.000     | 257.000     | 94,9        | 37         | 24         | 13         | 6.594                     |         | 13        | 55        | 31         |
| 1990 | 397.000     | 414.000     | 95,9        | 42         | 29         | 13         | 9.452                     | 28      | 13        | 75        | 32         |
| 1999 | 285.516     | 291.343     | 98,0        | 54         | 42         | 12         | 5.287                     | 45      | 12        | 113       | 33         |
| 2000 | 290.000     | 296.000     | 98,0        | 57         | 47         | 10         | 5.087                     | 45      | 19        | 113       | 33         |
| 2001 | 289.000     | 295.465     | 97,8        | 63         | 51         | 12         | 4.587                     | 45      | 20        | 113       | 33         |
| 2002 | 289.000     | 295.465     | 97,8        | 60         | 45         | 15         | 4.816                     | 49      | 21        | 113       | 33         |
| 2003 | 289.000     | 292.347     | 98,9        | 56         | 41         | 15         | 5.160                     | 49      | 21        | 113       | 33         |
| 2004 | 290.140     | 293.500     | 98,9        | 55         | 40         | 15         | 5.275                     | 50      | 22        | 113       | 33         |
| 2010 | 316.000     | 321.000     | 98,4        | 46         | 38         | 8          | 6.869                     | 54      | 17        | 41        | 31         |
| 2014 | 342.000     | 343.000     | 99,7        | 43         | 39         | 4          | 7.953                     | 65      | 13        | 76        | 35         |
| 2017 | 311.965     | 330.560     | 94,4        | 49         | 46         | 3          | 6.366                     | 57      | 3         | 68        | 38         |
| 2020 | 315.200     | 345.000     | 91,4        | 48         | 46         | 2          | 6.566                     | 58      | 2         | 70        | 38         |
| 2022 | 323.460     | 353.830     | 91,4        | 56         | 52         | 4          | 5.776                     | 62      | 4         | 75        | 39         |
| 2025 | 198.360     | 225.410     | 88,0        | 42         | 35         | 7          | 4.722                     | 43      | ?         | 53        | 25         |